# Le Malesherbois
Le Malesherbois is een gemeente in het Franse departement Loiret (45) (regio Centre-Val de Loire). De plaats maakt deel uit van het arrondissement Pithiviers. Le Malesherbois is op 1 januari 2016 ontstaan door de fusie van de gemeenten Coudray, Labrosse, Mainvilliers, Malesherbes, Manchecourt, Nangeville en Orveau-Bellesauve. Le Malesherbois telde op 1 januari 2022 8.022 inwoners.

## Geografie
De oppervlakte van Le Malesherbois bedroeg op 1 januari 2022 85,04 vierkante kilometer; de bevolkingsdichtheid was toen 94,3 inwoners per km².

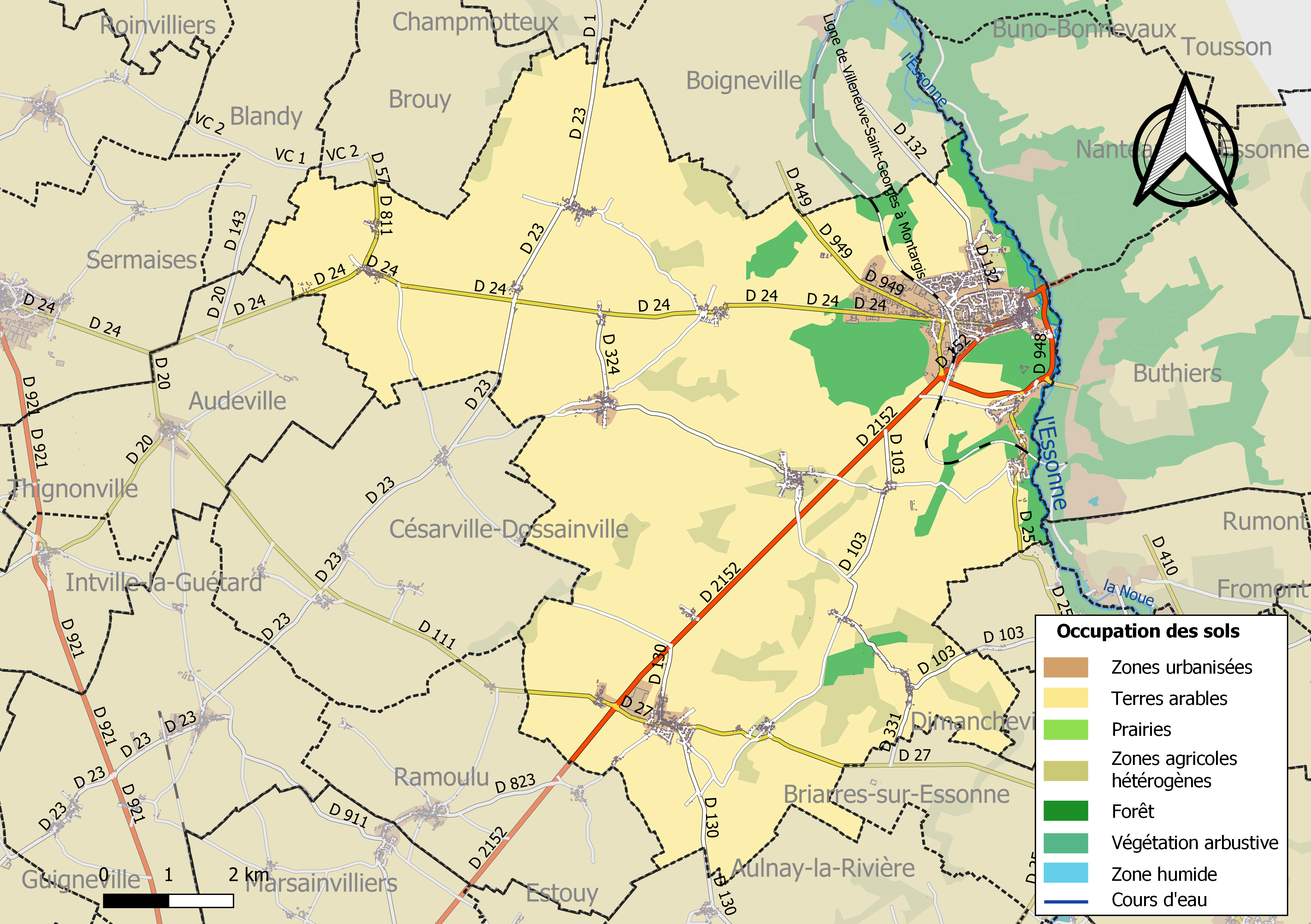
Kaart van de gemeente met de belangrijkste infrastructuur, bodemgebruik en omliggende gemeenten

Coudray · Labrosse · Mainvilliers · Malesherbes · Manchecourt · Nangeville · Orveau-Bellesauve